# فيليبس لي غولدزبوروغ
فيليبس لي غولدزبوروغ هو محامي وسياسي أمريكي، ولد في 6 أغسطس 1865 في برنسيس آن في الولايات المتحدة، وتوفي في 22 أكتوبر 1946 في بالتيمور في الولايات المتحدة. نشط حزبياً في الحزب الجمهوري.

## مناصب
- انتخب عضو مجلس الشيوخ الأمريكي [الإنجليزية]‏ عن دائرة مقعد ماريلند من الفئة أ في مجلس الشيوخ ‏ وقد انضم خلال فترته النيابية [الإنجليزية]‏ (4 مارس 1933 – 3 يناير 1935) للكتلة البرلمانية الحزب الجمهوري.
- انتخب عضو مجلس الشيوخ الأمريكي [الإنجليزية]‏ عن دائرة مقعد ماريلند من الفئة أ في مجلس الشيوخ ‏ وقد انضم خلال فترته النيابية [الإنجليزية]‏ (4 مارس 1931 – 4 مارس 1933) للكتلة البرلمانية الحزب الجمهوري.
- انتخب عضو مجلس الشيوخ الأمريكي [الإنجليزية]‏ عن دائرة مقعد ماريلند من الفئة أ في مجلس الشيوخ ‏ وقد انضم خلال فترته النيابية [الإنجليزية]‏ (4 مارس 1929 – 4 مارس 1931) للكتلة البرلمانية الحزب الجمهوري.
- انتخب حاكم ماريلاند [الإنجليزية]‏ (10 يناير 1912 – 12 يناير 1916).
- انتخب عضو مجلس الشيوخ الأمريكي [الإنجليزية]‏.